# Демер, Рок
Рок Демер (фр. Rock Demers; 11 декабря 1933, Сент-Сесиль-де-Леврар, регион Центральный Квебек, Квебек, Канада — 17 августа 2021) — франкоканадский кинопродюсер, актёр и сценарист. Крупнейший канадский постановщик детских фильмов.

## Биография
Изучал педагогику и аудиовизуальные технологии, после чего решил работать в киноиндустрии. В 1963, в сотрудничестве с Ги Коте (fr:Guy L. Coté) и 8 другими, стал одним из основателей фонда, который ныне известен как театр и архив фильмов fr:Cinémathèque québécoise. Также вошёл в руководство Монреальского международного кинофестиваля, возглавив в нём новообразованную секцию детских фильмов.
В 1965 г. основал компанию Faroun films с тем, чтобы посвятить себя созданию детских фильмов (в 1973 г. компания была продана Сержу Этье, основателю Distribution Kinéma Ltée).
В 1971 г. спродюсировал детский фильм «Рождественский марсианин» (режиссёр Бернар Гослен) — первый из многих созданных им детских фильмов.
В 1980 была основана компания fr:Les Productions La Fête, давшая толчок созданию целой серии фильмов для детей и юношества, известной как «Сказки для всех» (fr:Contes pour tous). Первый фильм серии, «Война зимних шапок» («Собака, остановившая войну») режиссёра Андре Мелансона, пользовался большим успехом. Таким же успехом пользовались и многие последующие фильмы той же серии — «Операция „Арахисовое масло“», «Бах и брокколи», «Лягушка и кит». Производство фильмов пришлось на время остановить после выхода восьмого фильма, однако потом оно возобновилось, и в 2014 г. вышел 24 фильм серии, «Банда беспредельщиков».
Продюсерская работа Демера не ограничивалась фильмами для юношества. В частности, он продюсировал документальные ленты «Почему Гавел» (о чешском писателе и политике Вацлаве Гавеле), а также «Глэдис». Оба данных фильма поставил чешский режиссёр Войтех Ясны. Также Демер продюсировал художественные фильмы «Жизнь героя» Мишелин Ланкто и «Молчание ружей», последний фильм Артюра Ламота.
22 февраля 2008 г. ему присвоено звание компаньона ордена Канады. Кроме того, отмечен многочисленными кинопремиями.

## Разное
Чешский фильм 1968 Б. Пояра Fanfarón, malý klaun (Фарун, маленький клоун) создан по мотивам сказки Р. Демера.

## Фильмография

### Продюсер
- 1970 : Le Martien de Noël — Рождественский марсианин
- 1984 : fr:La Guerre des tuques — Война зимних шапок (Собака, остановившая войну)
- 1985 : fr:Opération beurre de pinottes — Операция «Арахисовое масло»
- 1986 : fr:Bach et bottine — Бах и брокколи
- 1987 : fr:La Grenouille et la baleine — Лягушка и кит
- 1987 : The Great Land of Small — Большая страна маленьких
- 1987 : fr:Le Jeune Magicien — Юный маг
- 1988 : fr:Les Aventuriers du timbre perdu — Искатели приключений и потерянная марка
- 1989 : Bye bye chaperon rouge — Прощай, Красная Шапочка
- 1990 : fr:Pas de répit pour Mélanie — Нет покоя Мелани
- 1990 : Danger pleine-lune — Опасность в полнолуние
- 1990 : fr:La Championne — Чемпионка
- 1991 : es:El Verano del potro — Лето жеребёнка (на испанском языке)
- 1991 : fr:Vincent et moi — Венсан и я
- 1992 : fr:Tirelire Combines & Cie — Юные бизнесмены
- 1994 : La Vie d’un héros — Жизнь героя
- 1994 : The Return of Tommy Tricker — Возвращение Томми-жулика (продолжение фильма «Искатели приключений и потерянная марка»)
- 1994 : The Making of a Leader (1919—1968) (TV)
- 1996 : Terre d’espoir — Земля надежды
- 1996 : Le Silence des fusils — Молчание ружей
- 1997 : Dancing on the Moon — Танцы на Луне
- 1998 : Hathi — Хатхи
- 1999 : fr:Gladys — Глэдис
- 2000 : Bas Yaari Rakho
- 2001 : fr:La Forteresse suspendue — Висячая крепость
- 2002 : L’Extraordinaire destin de Madame Brouette — Невероятная судьба мадам Бруэтт
- 2003 : Summer with the Ghosts — Лето с призраками
- 2004 : Daniel and the Superdogs — Даниэль и суперпсы
- 2009 : fr:Un cargo pour l'Afrique — Груз в Африку
- 2014 : La Gang des hors-la-loi — Банда беспредельщиков

### Актёр
- 1983 : fr:Maria Chapdelaine: человек на лошади
- 1986 : fr:Bach et bottine: присяжный заседатель
- 1988 : fr:Les Aventuriers du timbre perdu : человек, ныряющий в фонтан
- 1990 : fr:Pas de répit pour Mélanie : человек в инвалидном кресле
- 1992 : fr:Tirelire Combines & Cie : мокрый человек

### Сценарист
- 1990 : fr:La Championne — Чемпионка